# Llissa vera
La llissa vera, caluga blanca, llissa agut o llíssera vera (Chelon labrosus) és un peix marí costaner de la família dels mugílids.

## Morfologia
- La seua talla màxima és de 60 cm i pot arribar als 8 kg de pes.
- El cos és fusiforme, allargat i de secció cilíndrica.
- La línia lateral no és visible.
- Les escames són grosses.
- El cap és curt i ample.
- La boca és transversal i petita, té el llavi superior molt gruixat i es troba recobert per nombroses papil·les còrnies disposades en dues o tres fileres.
- Les dents són molt petites.
- Les parpelles adiposes no es troben desenvolupades.
- Les dues dorsals es troben bastant separades i són triangulars.
- La caudal és grossa i ampla.
- El dors és gris blavós i platejat als costats. Presenta línies longitudinals fosques.[3][4]

## Reproducció
La maduresa sexual arriba als 4 anys. Es reprodueix durant l'hivern. Les femelles poden arribar a pondre fins a 2.000.000 d'ous, els quals són pelàgics.

## Alimentació
La seua boca, petita, i els llavis, gruixats, estan adaptats per esquinçar la fina capa superficial de les roques i de la sorra per alimentar-se de detritus i d'algues. A llocs calmats pot alimentar-se en superfície: filtren la pel·lícula superficial on hi ha matèria orgànica i on creixen microalgues.

## Hàbitat
És costanera, d'aigües poc profundes, badies, albuferes, ports i estuaris. Ocasionalment es troben dins coves, sobretot si hi desemboca aigua dolça (és una espècie que resisteix variacions de temperatura i salinitat).

## Distribució geogràfica
Apareix al Mediterrani, al sud-oest de la mar Negra i a l'Atlàntic oriental (des d'Islàndia fins al Senegal i Cap Verd).

## Costums
- Neden tan a prop de la superfície com pel fons fins als 20 m.
- Els joves són més gregaris, formen bancs de devers 100 individus. Els adults formen bancs menys nombrosos o són solitaris, i es troben a major fondària.
- En cas de perill o per desparasitar-se pot botar fora de l'aigua.

## Pesca
Es captura amb canya de suret i grumejant. També es captura amb fusell amb la tècnica de l'espera i és una presa molt fàcil quan es troba enrocada. Antigament es capturava amb el rall (xarxa rodona emprada des de la vorera).

## Curiositats
La seua carn no és gaire apreciada i, freqüentment, és emprada com a aliment per a peixos de piscifactoria o en captivitat.